# Aktivitetsindex
Aktivitetsindex är ett ekonomiskt index som är avsett att avspegla förändringen i den ekonomiska aktiviteten i Sverige på lång sikt. Indexet är en sammanvägning av industriproduktionsindex, arbetade timmar för offentligt anställda, omsättningen inom detaljhandeln samt varuexport och varuimport. Indexet räknas fram av SCB och presenteras månadsvis.